# Schloss Sigmundsried

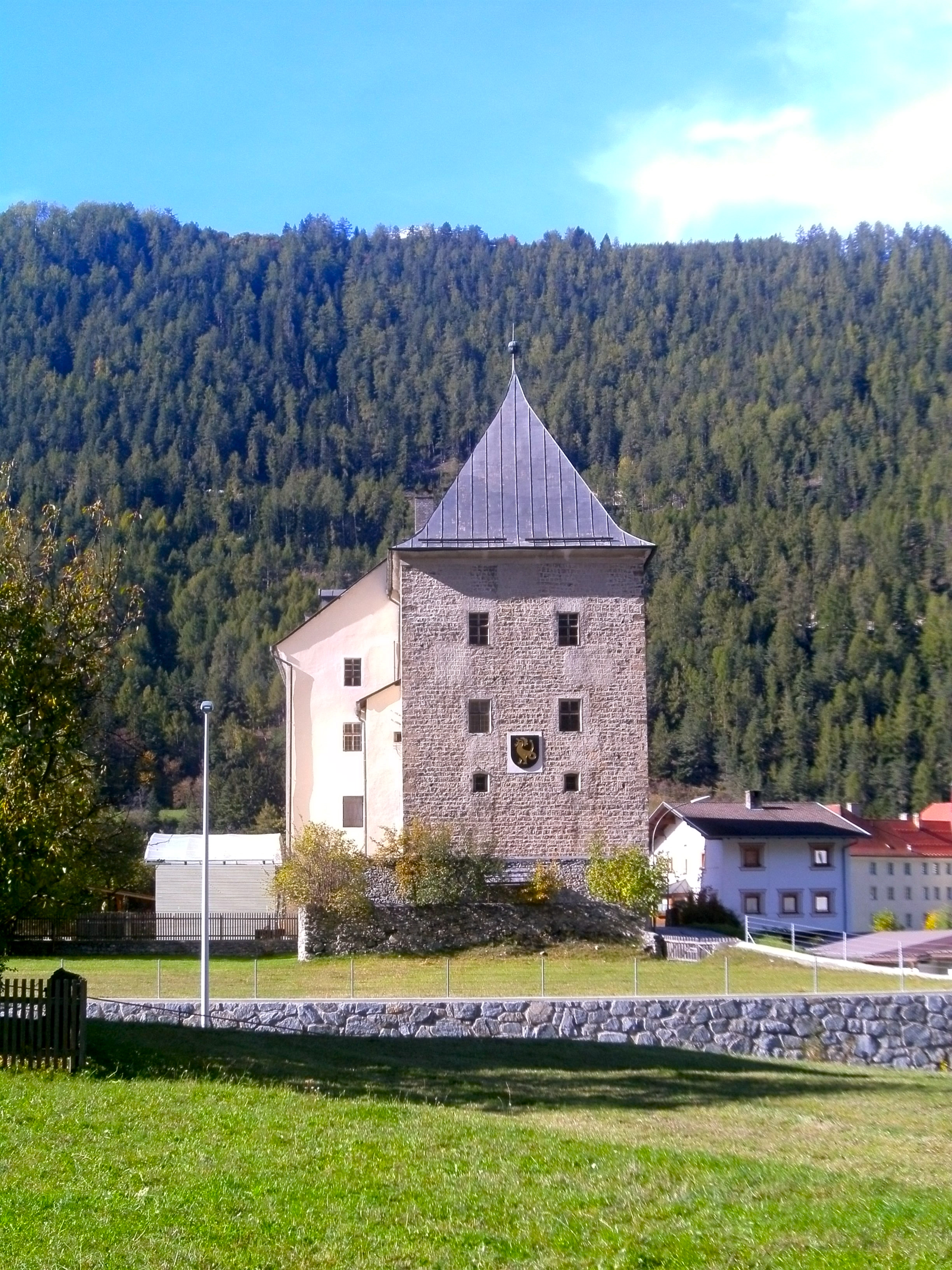
Schloss Sigmundsried

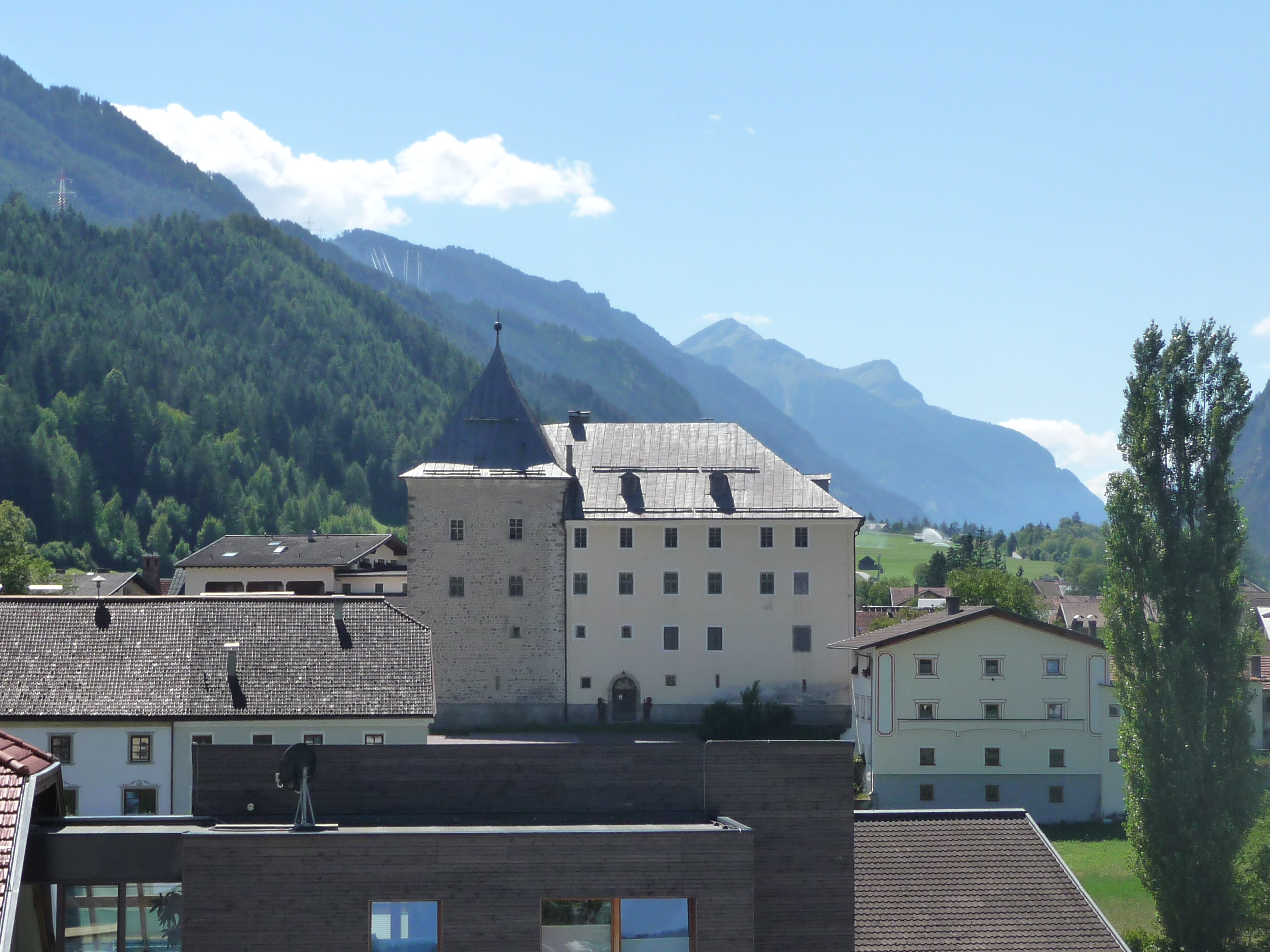
Schloss Sigmundsried

Wappen derer von Ried im Oberinntal

Das Schloss Sigmundsried befindet sich in der Gemeinde Ried im Oberinntal im Bezirk Landeck von Tirol (Hausnummer 98).
Die Dorfburg steht am südwestlichen Ende der Ortschaft Ried im Oberinntal am Rande einer erhöhten Innterrasse. Von dem Ansitz aus konnte die Handelsstraße (in römischer Zeit die Heeresstraße Via Claudia Augusta) über den Reschenpass kontrolliert werden. Die Anlage besteht aus einem großen dreistöckigen Turm, der um einen ringmauerbewehrten Hof und einen Wohnbau erweitert wurde. Der Turm besitzt einen annähernd quadratischen Grundriss (11,40 × 11,63 m) mit relativ geringer Mauerstärke (1,50 m). Im Untergeschoß des Turms befindet sich ein mittelalterliches Angstloch. Dieses ist durch besonders dicke Mauern geschützt. Dieser dunkle Raum enthält nur einen Lichtschlitz und die Raumdecke bestand aus kunstlos gewölbtem Mauerwerk. Das Angstloch wurde gelegentlich als Kerker verwendet. Gefangene wurden durch die Öffnung oberhalb des Gewölbes mit Speisen versorgt. Später diente das Angstloch als Vorratskeller.

## Geschichte des Schlosses
1120 wurde Ried in den Büchern des bayerischen Klosters Reichenbach erstmals namentlich erwähnt, das damals die grundherrlichen Rechte in Ried besaß. Ried bedeutet „versumpftes Gebiet“ und weist auf die einstige Versumpfung des Inntals hin. 1325 wird die damalige Burg als im Besitz des Hermann I. von Ried (Hermanus de Ried) und als Stammsitz der Herren von Ried bezeichnet (der im Wappen der Rieder enthaltene Basilisk, ein Fabeltier bestehend aus einer Mischung von Hahn, Schlange und Drache, ist auch heute noch im Gemeindewappen von Ried enthalten). Hermann von Ried hatte 1312/13 das landesfürstliche Richteramt in Prutz und 1323/25 jenes in Nauders inne. Vermutlich geht auf ihn die Errichtung des namengebenden Sitzes in Ried zurück. Dieses tirolisch-landesfürstliche Lehen ging in der Folge auf seinen Sohn Erhart (erwähnt 1326–1361) bzw. seine Enkel Matheis und Hermann II. (bis 1381) über.
1381 kam der Wohnturm durch Kauf in den Besitz der Starkenberger, die zu einem der wohlhabendsten Adelsgeschlechter des Oberinntales aufstiegen. Damals hat Herzog Leopold III. von Österreich dem Hans von Starkenberg den Turm ze Ryed verliehen. 1427 wird Ried als Eigentum des Tiroler Landesherrn genannt. 
1449 übernimmt Hans Rieder von Klausen den Turm, dieser übergibt ihn gegen einen Zins 1462 dem Caspar Payr und dessen Frau Anna, 1466 folgt Andre Rieder. Schließlich erwarb 1471 Erzherzog Sigismund der Münzreiche den damals Turm zu Ried genannten Bau, ließ ihn 1471/72 zu einem stattlichen Jagdschloss umbauen und nannte ihn danach Sigmundsried. Wegen der verschwenderischen Lebensweise musste Erzherzog Sigismund auf Drängen der Tiroler Landstände seinen Besitz an den Erzherzog und späteren Kaiser Maximilian I. abtreten. Da der Edelsitz unter die Obhut des Pflegers von Burg Laudegg bei Ladis fiel, wohnten die Pfleger von Laudeck bevorzugt auf Sigmundsried.
Sigmundsried selbst wurde noch zu Lebzeiten des Erzherzogs verpfändet bzw. verkauft. Als Lehens- oder Pfandnehmer sind zu nennen: Oswald von Schrofenstein (1474), dann 1477 Hiltprand Rasp von Laufenbach zu Berneck und 1481 neuerlich Oswald von Schrofenstein. Nach dem Tod Oswalds († 1497) folgt sein Sohn Siegmund, der Sigmundsried 1532 ohne Pfandablöse an König Ferdinand I. abtreten musste. Siegmund von Schrofenstein ließ den ehemals offenen Innenhof schließen und mit zwei übereinanderliegenden Hallen ausfüllen, welche heute den künstlerisch wertvollsten und interessantesten Bestandteil des Schlosses bilden. Die Kreuzgratgewölbefelder der Erdgeschoßhalle wurden um 1535/40 mit Renaissanceblumen und Weintraubendekor ausgemalt. In den zwei Gewölbezwickeln über der Mittelsäule befinden sich Wappenmalereien (Königsadler, österreichischer Bindenschild, Tiroler Adler, Wappen derer von Wehingen u. a.) aus derselben Zeit. Das Gewölbe in der oberen, etwas niedrigeren Halle wird durch ein aus Akanthusblättern und Delphinen gebildete Kompositkapitell aus rotem Marmor geschmückt. Im Arkadenzwickel ist ein mit 1527 datierter Wappenstein des Viktor von Montani und seiner Gemahlin Margareth von Schrofenstein eingelassen. König Ferdinand schenkte Sigmundsried dann „seinem treuen Kammerdiener“ zu rechten, freyen aigen Martin Pedrot (1532). Dieser verkaufte das Schloss 1546 an den Pfleger von Laudegg, den Ritter Veit von Wehingen (er ist bekannt wegen seiner Rolle bei dem Sacco di Roma). Veit von Wehingen ließ in dem Ansitz eine Kapelle anbauen, die aber um die Mitte des 17. Jahrhunderts profaniert und verbaut wurde. Nach seinem Tod ging das Schloss zu gleichen Teilen an seine Söhne Christoph und Hans Franz über. Hans Franz von Wehingen kauft 1550 den Hälfteanteil seines Bruders, stirbt aber als letzter männlicher Nachkomme seines Geschlechts 1573. In der Folge geht Sigmundsried an den Mann seiner Tochter Helena, Christoph von Knillenberg, über. Dessen Söhne Franz und Andreas von Knillenberg werden noch 1630 als Pfandinhaber der Pflege Laudeck erwähnt und sie befinden sich damals wohl noch im Besitz des Schlosses, in dem die Gerichtspfleger zeitweise ihre Wohnung hatten, weil Laudegg damals bereits „öed und ybl qualificiert“ ist.
Martin Andreas Sterzinger zum Turm in der Breite erwirbt 1684 Sigmundsried. Er war Pfleger von Laudegg und Bauernführer und hat 1703 im Zuge des Spanischen Erbfolgekrieges als Anführer der Tiroler an der Pontlatzer Brücke den Bayern eine schwere Niederlage zugefügt. Seit seiner Adelsverbesserung 1684 darf er sich Sterzinger von Sigmundsried nennen und besitzt das alte Schloss als Ansitz, seine Nachkommen noch bis 1775. Dann folgen als bäuerliche Besitzer Johann Chrisostomus Wille sowie 1782 Joseph Aloisius und Johann Georg Wille. Diese verkaufen 1786 je zur Hälfte den Besitz an Johann Heiseler und Joseph Heiseler. 1841 wurde das Schloss vom Hofärar gekauft und es wurde darin das Landgericht von Ried, die Arreste, der Richter und die Gerichtsdiener untergebracht. Im 19. Jahrhundert wurde der Ansitz um das Dachgeschoß westlich des Turmes erweitert.
Bis zum 31. Dezember 1977 war Sigmundsried der Sitz des Bezirksgerichtes Ried in Tirol, seit 1978 gehört der gesamte politische Bezirk Landeck zum Gerichtsbezirk Landeck. Danach diente das Schloss dem Österreichischen Bundesheer als Magazin. Der damalige Eigentümer war die Republik Österreich. Seit 1999 befindet sich das Schloss im Besitz der Gemeinde Ried.